# Hemioplisis impensata
Hemioplisis impensata är en fjärilsart som beskrevs av Walker 1860. Hemioplisis impensata ingår i släktet Hemioplisis och familjen mätare. Inga underarter finns listade i Catalogue of Life.